# Porella japonica
Porella japonica là một loài rêu tản trong họ Porellaceae. Loài này được (Sande Lac.) Mitt. miêu tả khoa học lần đầu tiên năm 1891.